# Francisco de Castro (capitão)
D. Francisco de Castro (c. 1470-depois de 1524), foi um nobre português. Exerceu o cargo de governador da Fortaleza de Santa Cruz do Cabo de Gué.

## Biografia
Era filho de "Garcia de Castro", possivelmente o Garcia de Castro, senhor do Paul de Boquilobo. Nesse caso sua mãe terá sido Catarina de Gouveia, e sua esposa Joana da Costa, que por sua vez seria a irmã de Simão Gonçalves da Costa, que também veio a ser governador de Santa-Cruz, "seu cunhado (...) irmão de sua molher".
Foi designado por Manuel I de Portugal para suceder a João Lopes de Sequeira, "com muita gente e officiaes, para fazer no castello uma boa villa, como fez, muito forte e com sete cubelos ao redor dos muros, em os quaes estava muita artelharia grossa e de toda a sorte". Chegou certamente por alturas de março de 1513, mas foi nomeado oficialmente apenas em 6 de outubro de 1514.
Exerceu a função por aproximadamente dez anos, combatendo muito contra "estes dois reinos" (de Marrocos/Marraquexe e de Suz), "pelejando com o próprio Xarife (Amade Alaraje) em pessoa, que então começava a reinar, bem que não era obedecido de muitos alcaides e xeques e outros que andavão em cabildas huns contra outros. Mas já tinha a este tempo tres mil de cavallo com que pelejava".
Quanto a D. Francisco, tinha sob seu comando "cento e vinte de cavallo christãos bons cavaleiros, e obra de seiscentos homens de pé".

## Maleque ibne Daúde
"Bame Mileque" (Maleque ibne Daúde), alcaide dos Izarel, ou Hizarara (Damião de Góis), ou Zirara (árabes Maquil), inimigo dos Xarifes (os irmãos Amade Alaraje e Maomé Axeique), mandou dizer a D. Francisco que "se lhe quisesse dar lugar a junto da vila, debaixo das bombardas, onde armasse tendas e fizesse casas, que elle se viria por ele com toda sua gente e poder, e que o ajudaria a fazer guerra ao Xerife para se vingar dele".
D. Francisco aceitou, e Bame Mileque tornou-se um aliado indispensável dos portugueses. Chegou mesmo a encontrar o rei de Portugal em Almeirim, em 30 de janeiro de 1515.
"Hia sempre na dianteira do capitão com sua gente e lá mandava espiar a terra diante". Com a ajuda deste aliado D. Francisco tentou tomar a vila de "Mascordão" (Ameskroud), mas o Xarife lhe tinha preparado uma cilada, a que os portugueses só escaparam graças ao mesmo aliado, que teve suspeitas e que nunca o quiz atraiçoar, mesmo quando teve grandes proposições da parte do Xarife.
Em represália, D. Francisco saqueou "Taraququo" (Tarkoukou),  "Tafetana'" (Tafetna) a 75 km do Cabo de Gué, e "Azero" (Azro), provavelmente em 1517, depois de ter ido e voltado de Portugal.
Com estas ações D. Francisco enriqueceu, e desejou voltar para Portugal. Fez então "capitão a seu cunhado Simão Gonçalves (Da Costa), irmão de sua molher, e antes que se fosse pouco dias matarão os mouros ao alcaide Bame Meleque" que tinha ido acudir a seus mouros que pelejavam na "ponta da Anza" (planície ao longo do mar, a norte de Agadir). D. Francisco acudiu com a sua gente, mas já o alcaide tinha sido morto. Entretanto, "deu nelles e forão matando e cativando nelles até a villa de Tamaraque". Isso aconteceu entre 1521 e 1524.
Voltou então D. Francisco a Portugal, deixando seu cunhado por capitão. A Bame Mileque sucedeu o seu sobrinho Amade Nácer.
Em Portugal casou sua filha, e "dizião os antigos que trazia huma arqua encourada chea de moedas d'ouro e de tibar" (pó de ouro).